# Кормакур, Бальтасар
Бальтаса́р Ко́рмакур Сампе́р (исл. Baltasar Kormákur Samper, род. 27 февраля 1966, Рейкьявик, Исландия) — исландский актёр, кинорежиссёр и продюсер. Наиболее известные фильмы: «101 Рейкьявик», «Море», «Прогулка на небеса».

## Образование и карьера
В 1990 году Бальтасар Кормакур окончил Исландскую театральную школу.
В 1999 году Лилья Паульмадоуттир и Бальтасар Кормакур основали продюсерскую компанию Sögn ehf./Blueeyes Productions, преемницей которой стала продюсерская компания RVK Studios, основанная Бальтасаром Кормакуром в 2012 году.
В 2000 году Бальтасар выступил режиссёром, сценаристом, актёром и продюсером фильма «101 Рейкьявик», который получил множество наград и тёплые отзывы критиков.
В его послужном списке 34 международных премии, а также 27 номинаций.
Его фильм «Эверест» заработал в российском прокате более 640 миллионов рублей. В фильме режиссёр уделил много внимания Анатолию Букрееву — советскому и казахстанскому альпинисту.
В одном из интервью Бальтасар признался, что самый вдохновляющий фильм для него — это «Иди и смотри» Элема Климова.
28 июня 2018 года в российский прокат вышел фильм-катастрофа Бальтасара Кормакура «Во власти стихии». Картина основана на реальных событиях, произошедших в 1983 году, когда американка Тами Олдхэм-Эшкрафт и британец Ричард Шарп решили перегнать яхту из Таити в Калифорнию, и их настиг сокрушительный ураган «Рэймонд» — один из самых мощных в истории.
Свободно владеет исландским, датским, английским и испанским языками.

## Фильмография

### Актёр
- 1992 — / Veggfóður: erótísk ástarsaga
- 1995 — Агнес / Agnes
- 1996 — / Draumadísir
- 1996 — Остров дьявола / Djöflaeyjan
- 2000 — 101 Рейкьявик / 101 Reykjavík
- 2000 — Ангелы Вселенной / Englar Alheimsins
- 2001 — Монстр / No Such Thing
- 2001 — Регина / Regina
- 2001 — Неприкаянный-2 / Levottomat 2
- 2003 — Штормовая погода / Stormy Weather
- 2008 — Рейкьявик-Роттердам / Reykjavík Rotterdam
- 2016 — Клятва / Eiðurinn

### Режиссёр
- 2000 — 101 Рейкьявик / 101 Reykjavík
- 2002 — Море / Hafið
- 2005 — Прогулка на небеса / A Little Trip to Heaven
- 2006 — Трясина / Mýrin (по роману Арнальдура Индридасона «Трясина»)
- 2008 — Свадьба белой ночью[англ.] / Brúðguminn
- 2010 — До последнего вздоха / Inhale
- 2012 — Контрабанда / Contraband
- 2012 — Глубина[англ.] / Djúpið[10]
- 2013 — Два ствола / 2 Guns
- 2015 — Эверест / Everest
- 2016 — Клятва / Eiðurinn
- 2018 — Во власти стихии / Adrift
- 2021 — Катла / Katla
- 2022 — Зверь / Beast
- 2024 — Прикосновение / Snerting
- 2025 — Король и завоеватель / King and Conqueror

## Личная жизнь
Бальтасар — отец актёра Бальтасара Бреки Сампера (род. 22 июля 1989), сына театрального режиссёра, хореографа, танцовщицы и инструктора по пилатесу Аустроус Гюннарсдоуттир (Ástrós Gunnarsdóttir; род. 1964). Он также отец актрисы Ингибьёрг Соудлильи (Ingibjörg Sóllilja Baltasarsdóttir; род. 17 марта 1996), дочери Дисы Андериман (Dísa Ferhunde Anderiman; род. 1962). 
Женился на коннозаводчике Лилье Паульмадоуттир (род. 1967), которая работала на фильмах мужа: продюсером («Трясина») и исполнительным продюсером («Прогулка на небеса», «Свадьба белой ночью», «Глубина», «Клятва»). Дети пары: актёр Паульми (Pálmi Kormákur; род. 7 июня 2000) и актёр Стормур (Stormur Jón Kormákur Baltasarsson; род. 23 апреля 2002). Развелись в 2019 году.
В начале 2019 года Бальтасар стал встречаться с художницей и сценографом Сюнневой Аусой Вайсхаппель (Sunneva Ása Weisshappel; род. 1989). У них есть дочь Килья (Kilja Kormákur; род. 5 августа 2024).